# Chétimari
Chétimari (bis 1949: Laouan-Yérimari) ist eine Landgemeinde im Departement Diffa in Niger.

## Geographie

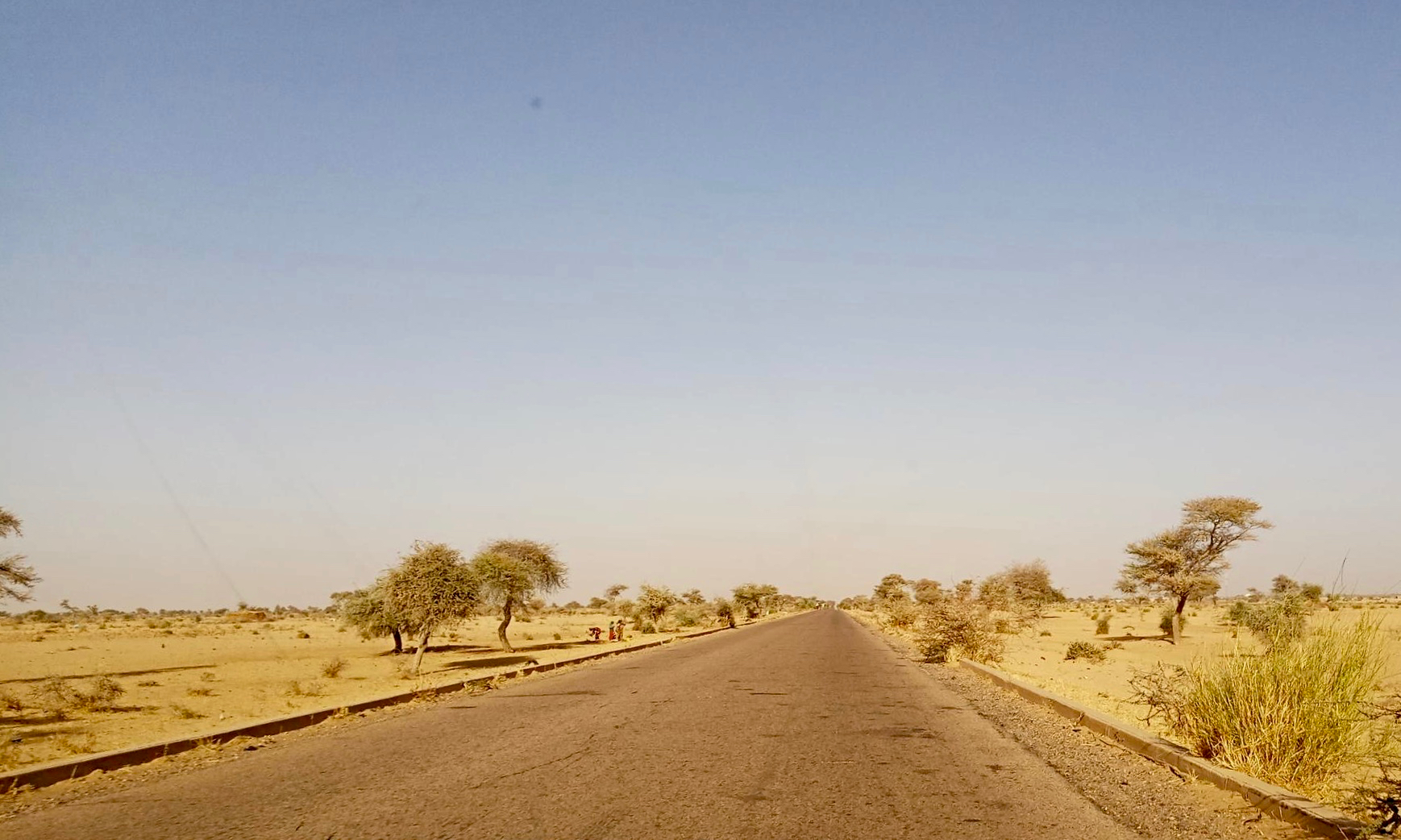
Nationalstraße 1 in der Landgemeinde Chétimari

Chétimari liegt in der Landschaft Manga in der Sahelzone, im Südwesten des Departements und an der Grenze zum Nachbarstaat Nigeria, die vom Fluss Komadougou Yobé gebildet wird. Größere Orte in der Umgebung sind die Städte Diffa im Südosten und Maïné-Soroa im Westen, die wie Chétimari an der Nationalstraße 1 liegen. Im Norden grenzt Chétimari an die Landgemeinde Foulatari und im Nordwesten an die Landgemeinde Gueskérou.
Bei den Siedlungen im Gemeindegebiet handelt es sich um 98 Dörfer, 72 Weiler, 8 Lager und 10 Wasserstellen. Der Hauptort der Landgemeinde ist das Dorf Chétimari. Es liegt auf einer Höhe von 308 m.
Die Gemeinde Chétimari ist von Ebenen wie dem Kadzell geprägt, die teilweise mit Sanddünen bedeckt sind. Im Süden beim Fluss sind die Ebenen von Tälern und Niederungen durchschnitten. Im Hauptort wurden folgende Schlangenarten gesichtet: Atractaspis watsoni, Braune Hausschlange (Boaedon fuliginosus), Weißbauch-Sandrasselotter (Echis leucogaster), Sahara-Sandboa (Eryx muelleri), Gestreifte Sandrennnatter (Psammophis sibilans) und Moilanatter (Rhagerhis moilensis).

## Geschichte
Der Hauptort, der zunächst Laouan-Yérimari hieß und erst 1949 nach dem Titel des Ortschefs in Chétimari umbenannt wurde, gehörte in vorkolonialer Zeit zum Reich Bornu. Er wurde zu Beginn des 18. Jahrhunderts gegründet. Anfang des 20. Jahrhunderts fiel der südliche Teil Bornus an das Vereinigte Königreich, während der nördliche Teil – die Landschaft Manga – von Frankreich besetzt wurde. In der Kolonialzeit und danach behielten viele traditionelle Herrscher einen, wenn auch beschränkten, Einfluss in der Region. Chétimari ist neben Gouré, Goudoumaria und Maïné-Soroa einer der wichtigsten Orte im Manga, in denen sich die auf das Reich Bornu zurückgehende traditionelle Herrschaft erhalten konnte.
Frankreich richtete Anfang des 20. Jahrhunderts einen Kanton in Laouan-Yérimari ein, dem nach und nach aufgelöste Nachbarkantone angeschlossen wurden: 1913 Tourban Guida, 1914 Dabogo, 1916 Kabi, 1918 Arifari und schließlich 1949 Chétima-Chidéré. In den 1920er Jahren galt die durch Laouan-Yérimari führende und 1375 Kilometer lange Piste von Niamey nach N’Guigmi als einer der Hauptverkehrswege in der damaligen französischen Kolonie. Sie war in der Trockenzeit bis Guidimouni und wieder ab Maïné-Soroa von Automobilen befahrbar. Der Hauptort Laouan-Yérimari war zweimal fast entvölkert: im Jahr 1919 infolge von Platzmangel, als nur noch sieben Familien übrig blieben, und im Jahr 1939 infolge einer Überschwemmung. Der Kanton Laouan-Yérimari gehörte ursprünglich zum Bezirk Maïné-Soroa und wurde 1964, im seit 1960 von Frankreich unabhängigen Niger, dem neu geschaffenen Arrondissement Diffa angeschlossen, dem späteren Departement Diffa. Aus dem Kanton Chétimari ging 2002 bei einer landesweiten Verwaltungsreform die Landgemeinde Chétimari hervor.
In der Region Diffa brach Ende 2014 eine Choleraepidemie aus. In Chétimari wurden am 16. Dezember 2014 bereits 137 Fälle von Ansteckungen und acht Todesfälle festgestellt. Bei den Betroffenen handelte es sich vor allem Flüchtlinge aus dem Gebiet um Damasak in Nigeria, die vor dem Terror der islamistischen Gruppierung Boko Haram nach Niger geflohen waren. Außer in Chétimari wurden die meisten Cholera-Erkrankungen in den Orten Bandi, Diffa und Zarwaram behandelt. Der Ortschef des zur Chétimari gehörenden Dorfs Chétima Wango wurde 2014 von seinem Sohn und dessen Begleitern ermordet, da er kein guter Muslim gewesen sei. Der Sohn hatte sich zuvor Boko Haram in Nigeria angeschlossen.
In der Gemeinde Chétimari lebten Ende 2016 18.930 Kinder und Jugendliche im Alter von 4 bis 19 Jahren, die Flüchtlinge, Rückkehrer oder Binnenvertriebene waren. In der gesamten Region Diffa waren im Januar 2021 vom UNHCR knapp 270.000 von Zwangsmigration betroffene Personen erfasst. Davon waren 47 % Flüchtlinge und 39 % Binnenvertriebene. Bei 78 % handelte es sich um Frauen und Kinder. In der Gemeinde Chétimari lebten dabei rund 54.000 dieser Menschen, davon rund 17.000 im Hauptort. Chétimari war damit die nach der Regionalhauptstadt Diffa von den meisten Zwangsmigranten bewohnte Gemeinde in der Region Diffa.

## Bevölkerung
Bei der Volkszählung 2012 hatte die Landgemeinde 65.449 Einwohner, die in 9.625 Haushalten lebten. Bei der Volkszählung 2001 betrug die Einwohnerzahl 47.327 in 8.797 Haushalten.
Im Hauptort lebten bei der Volkszählung 2012 1.518 Einwohner in 257 Haushalten, bei der Volkszählung 2001 719 in 134 Haushalten und bei der Volkszählung 1988 2.712 in 618 Haushalten.
In ethnischer Hinsicht ist die Gemeinde ein Siedlungsgebiet von Manga, Mober und Fulbe.

## Politik
Jeweils ein traditioneller Ortsvorsteher (chef traditionnel) steht an der Spitze von 91 Dörfern in der Gemeinde, darunter dem Hauptort.

## Wirtschaft und Infrastruktur
Wochenmärkte werden im Hauptort sowie in den Dörfern Issari und Messa abgehalten. Im Dorf N’Guel Kolo befindet sich ein insbesondere für den Handel mit Nigeria bedeutender Viehmarkt. Der Markttag ist Samstag. Die Bevölkerung lebt großteils vom Agropastoralismus. Am Ufer des Komadougou Yobé mit seinem nährstoffreichen Schlamm wird Bewässerungsfeldwirtschaft für Getreide, Paprika, Reis und Tomaten betrieben. Die schwarzen Sand-Lehm-Böden in manchen Teilen der Gemeinde finden für den Anbau von Augenbohnen und Erdnüssen Verwendung. Hirse und Sorghum werden auf den weniger fruchtbaren Sandböden angebaut. Der Viehbestand besteht aus Rindern, Ziegen, Kamelen, Pferden und Eseln. Das Dorf Tourban Guida ist ein Zentrum des Schmiedehandwerks.
Gesundheitszentren des Typs Centre de Santé Intégré (CSI) sind im Hauptort sowie in den Siedlungen Issari, Malam Boukardi, N’Guel Kolo und Zarwaram vorhanden. Der CEG Chétimari ist eine allgemein bildende Schule der Sekundarstufe des Typs Collège d’Enseignement Général (CEG). Beim Centre de Formation aux Métiers de Chétimari (CFM Chétimari) handelt es sich um ein Berufsausbildungszentrum.
Die Niederschlagsmessstation im Hauptort liegt auf 320 m Höhe und wurde 1959 in Betrieb genommen.